# S-метр

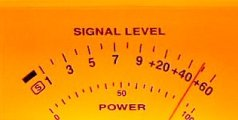
Стрелочный S-метр, совмещенный с измерителем выходной мощности передатчика (нижняя шкала)

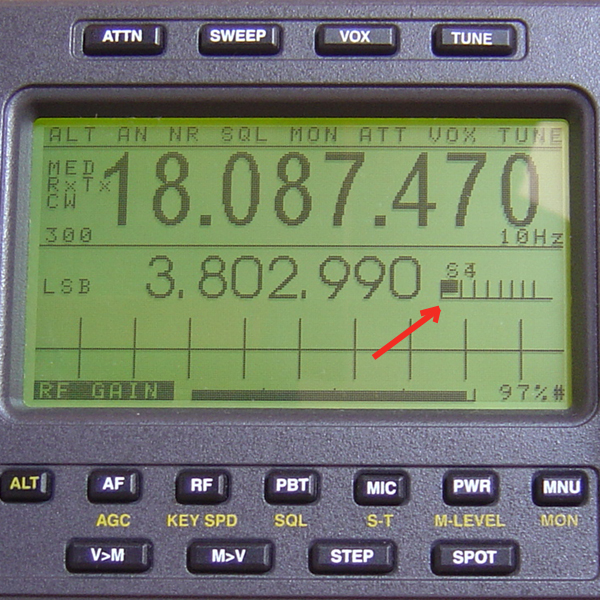
Индикатор S-метра на дисплее современного любительского КВ трансивера (Ten Tec Jupiter)

S-метр — в технике радиосвязи измеритель силы принимаемого радиосигнала в условных баллах шкалы S.
Шкала S изначально построена на субъективной оценке: от S1 — «чрезвычайно слабый сигнал, едва ощутимый» до S9 — «очень сильный». Понятно, что такая оценка не может быть точной. К тому же все сколько-нибудь серьёзные современные приёмники снабжены системой автоматической регулировки усиления (АРУ), которая делает малоощутимой на слух разницу между «средним», «сильным» и «очень сильным» сигналом. Между тем не составляет труда замерить громкость сигнала (напряжение переменного тока на выходе приёмника или постоянное напряжение после детектора АРУ) объективно. Проблема заключалась только в том, чтобы принять единое соглашение о калибровке такого измерителя. В 1981 г. для 1-го района Международного радиолюбительского союза (IARU) были выработаны соответствующие технические рекомендации. Согласно им:
- изменение силы сигнала на один балл шкалы S соответствует его изменению на 6 дБ;
- на частотах до 30 МГц за S9 принимается уровень сигнала на входе приёмника −73 дБм, на частотах 144 МГц и выше — на 20 дБ ниже, то есть −93 дБм.

Технически S-метр представляет собой вольтметр с логарифмической шкалой. В принципе он устроен так же, как индикатор точной настройки, который встречается в радиовещательных приёмниках высокого класса; разница только в том, что индикатор не градуируют в каких-то определённых единицах. S-метр калибруют, подавая на антенный вход приёмника высокочастотный сигнал определённой величины от генератора сигналов. В соответствии с рекомендациями IARU ряд напряжений на входе приёмника, соответствующий шкале S, для коротких волн выглядит так:
| Балл     | ВЧ напряжение на антенном входе, мкВ (при входном сопротивлении 50 Ом) | дБм  |
| -------- | ---------------------------------------------------------------------- | ---- |
| S9+10 дБ | 160.0                                                                  | −63  |
| S9       | 50                                                                     | −73  |
| S8       | 25                                                                     | −79  |
| S7       | 12,6                                                                   | −85  |
| S6       | 6,3                                                                    | −91  |
| S5       | 3,2                                                                    | −97  |
| S4       | 1,6                                                                    | −103 |
| S3       | 0,8                                                                    | −109 |
| S2       | 0,4                                                                    | −115 |
| S1       | 0,2                                                                    | −121 |